# Бассін Філіп Веніамінович
Філіп Веніамінович Бассін (2 січня 1905, Харків — 7 березня 1992, Москва) — радянський психолог і нейрофізіолог, професор, доктор медичних наук, фахівець з психології несвідомого.

## Інформація про родину
Народився в Харкові, у сім'ї  купця першої гільдії Веніаміна Філіповича (Бейнеша Фішелевича) Бассіна — голови правління товариства 3-ї Харківської єврейської молитовні «Ашкеназім», що розміщувалась у Мордвинському провулку. Родина Бассіних проживала на Сумській вулиці, на розі Госпітального провулка. У 1922—1927 роки батько науковця був головою Харківської єврейської релігійної громади.
У період Громадянської війни родина жила в Києві, потім повернулася до Харкова.
Дружина — Агнеса Володимирівна Бассіна (1910-1995).

## Наукова діяльність
Навчався у Харківському медичному інституті, по закінченню якого, у 1931 році почав працювати науковим співробітником в Українській психоневрологічної академії. З 1936 р. працював у Всесоюзному інституті експериментальної медицини (ВІЕМ, Москва), реорганізованому в 1945 р. в Інститут неврології АМН СРСР. 
Професор з 1960 р. Почесний член Чехословацького національного медичного товариства ім. Пуркинє (1962). У 1985 удостоєний золотої медалі Німецької Академії психоаналізу. Один з ініціаторів та організаторів Тбіліського симпозіуму з проблеми несвідомого (1979).
В історії радянської психології відомий дискусіями про предмет психології з О. М. Леонтьєвим (1971—1972). Основними напрямками наукових пошуків та інтересів Бассіна були дослідження неусвідомлюваних форм вищої нервової діяльності, проблеми несвідомого, установки, проблеми передхвороби, психосоматики, психологічного захисту, подолання хвороби, інші проблеми психології особистості. Значною мірою саме завдяки Філіпу Бассіну до радянської психології з 60-х рр XX століття повернулись дослідження несвідомого — як неусвідомлюваних форм вищої нервової діяльності. Ці дослідження значно розширили і розвинули деякі ідейні підходи старої психоаналітичної школи. 
Одна з перших значимих наукових робіт Філіпа Бассіна — «Порушення значення слів при шизофренії» (1935, рукопис). Докторську захистив на тему «Аналіз коливань електричних потенціалів головного мозку при черепно-мозкових пораненнях» (1958). Видана Ф. В. Бассіним у 1978—1985 рр. фундаментальна чотиритомна праця «Несвідоме» стала основою міжнародного інтердисциплінарного симпозіуму.

### Основні наукові праці
- Бассін Ф. В. Проблема «несвідомого» (Про неусвідомлювані форми вищої нервової діяльності) (1968)
- Бассін Ф. В. Несвідоме та поведінка
- Несвідоме. Природа, функції, методи дослідження. У 4-х т.(1978)